# Episodi di Marco Polo (prima stagione)
La prima stagione della serie televisiva Marco Polo, composta da 10 episodi, è stata resa interamente disponibile sul servizio di streaming on demand Netflix il 12 dicembre 2014.
In Italia la serie è stata distribuita da Netflix il 22 ottobre 2015, con l'arrivo della piattaforma nel paese.
Durante questa stagione escono dal cast principale Amr Waked e Chin Han.
Uno speciale natalizio di mezzora incentrato sulle origini del personaggio Li Jinbao "Cento Occhi" è stato pubblicato su Netflix il 26 dicembre 2015. Il cast principale dello speciale è formato da Benedict Wong, Tom Wu e Michelle Yeoh.
| nº       | Titolo originale        | Titolo italiano                | Pubblicazione USA | Pubblicazione Italia |
| -------- | ----------------------- | ------------------------------ | ----------------- | -------------------- |
| 1        | The Wayfarer            | Il viandante                   | 12 dicembre 2014  | 22 ottobre 2015      |
| 2        | The Wolf and the Deer   | Il lupo e il cervo             | 12 dicembre 2014  | 22 ottobre 2015      |
| 3        | Feast                   | Il banchetto                   | 12 dicembre 2014  | 22 ottobre 2015      |
| 4        | The Fourth Step         | Il quarto passo                | 12 dicembre 2014  | 22 ottobre 2015      |
| 5        | Hashshashin             | Gli Hashshashin                | 12 dicembre 2014  | 22 ottobre 2015      |
| 6        | White Moon              | La luna bianca                 | 12 dicembre 2014  | 22 ottobre 2015      |
| 7        | The Scholar's Pen       | Il pennello sulla pergamena    | 12 dicembre 2014  | 22 ottobre 2015      |
| 8        | Rendering               | La ricostruzione               | 12 dicembre 2014  | 22 ottobre 2015      |
| 9        | Prisoners               | Prigionieri                    | 12 dicembre 2014  | 22 ottobre 2015      |
| 10       | The Heavenly and Primal | Il celestiale e il primordiale | 12 dicembre 2014  | 22 ottobre 2015      |
| Speciale |                         |                                |                   |                      |
| –        | One Hundred Eyes        | One Hundred Eyes               | 26 dicembre 2015  | 26 dicembre 2015     |

## Il viandante
- Titolo originale: The Wayfarer
- Diretto da: Joachim Rønning e Espen Sandberg
- Scritto da: John Fusco

### Trama
Venezia, 1271. Marco Polo, orfano di madre, è un giovane commerciante che sogna di vivere affascinanti avventure in terre lontane. All'improvviso un giorno suo padre Niccolò, che non ha mai conosciuto, torna a casa dopo 16 anni, al termine di un lungo viaggio in Cina assieme al fratello Matteo, presso la corte di Kublai Khan.
Il ritorno del genitore è salutato con freddezza da Marco, che lo accusa di non essere stato presente alla morte della madre ma, soprattutto, di averlo abbandonato; tuttavia, quando Niccolò gli comunica che presto dovrà ritornare in Cina, nonostante il parere contrario del padre Marco riesce ad andare con lui nascondendosi nella sua nave, nella speranza di poter fuggire dalla opprimente quotidianità veneziana ed avere quell'avventura a lungo sognata.
Marco, il padre e lo zio si rimettono quindi in viaggio, facendo ritorno dopo tre anni la corte di Kublai Khan, il quale si presenta fin da subito come un sovrano despota ed autoritario, ma di grande levatura morale, tanto da permettere a uomini di varie etnie e fedi religiose di servire alla sua corte, spesso con incarichi di prestigio.
Kublai si mostra deluso nell'apprendere che i Polo non hanno portato i cento missionari cattolici da lui richiesti per diffondere il cristianesimo nel suo impero, ma Niccolò riesce ad ottenere comunque il permesso di commerciare liberamente lungo la via della seta concedendo in ostaggio il figlio Marco, del quale il sovrano ha colto subito l'intelligenza e la lungimiranza.
Marco, abbandonato dai famigliari, entra quindi a far parte della corte del Khan, il quale lo affida a Bayan, un monaco taoista cieco che lo istruisce nelle dottrine cinesi, dalle arti marziali alla calligrafia. In seguito il giovane, durante le sue esplorazioni notturne della capitale, conosce Kokachin, della quale si innamora, ma il suo tentativo di conoscerla viene ostacolato dall'eunuco Za Bing, incaricato della sua protezione.
Nel mentre a Xiangyang, capitale dell'ormai morente Dinastia Song, le condizioni di salute sempre più gravi del vecchio imperatore Du Zong innescano una logorante faida tra l'imperatrice Xie Daoqing, che vorrebbe raggiungere la pace con i Mongoli e Kublai Khan mettendo sul trono il figlio Gong Di, di soli quattro anni, ed il Cancelliere Jia Sidao, che invece coltiva l'ambizione di ricacciare i Mongoli fuori dall'impero e ripristinare la dinastia, il quale può contare sull'aiuto della sorella, la concubina Mei Lin.
Per piegare la resistenza dei Song il Khan affida al figlio Jingim l'incarico di conquistare il villaggio di Wuchang, che fornisce la maggior parte del grano destinato a Xiangyang, ma al momento di dare battaglia, anche a causa dell'inaspettata ed inspiegabile assenza delle truppe sotto il controllo di Ariq, il fratello di Kublai, l'attacco fallisce rovinosamente.
- Guest star: Amarsaikhan Baljinnyam (Ariq Böke), Corrado Invernizzi (Matteo Polo), Tan Kheng Hua (Imperatrice vedova), Laura Morante (Zia di Marco), Lawrence Makoare (Za Bing), Vanessa Vanderstraaten (Sorga), Patrick Teoh, Aidos Bektemir, Thor Kah Hoong, Woon Young Park (Nima), Daulet Abdygaparov, Richard Sharkey, Murat Mukashev, Lily Ong Siew Lin, Dinmukhamet Akhimov, Zhaidarbek Kunguzhinov, Iski Senna.

## Il lupo e il cervo
- Titolo originale: The Wolf and the Deer
- Diretto da: Joachim Rønning e Espen Sandberg
- Scritto da: John Fusco

### Trama
Marco inizia a lavorare alle dipendenze di Sanga, uno degli esattori del Khan, ma nel frattempo prepara segretamente la sua fuga ammassando viveri ed esplorando, per quanto possibile, i dintorni di Khanbalik, ed è durante una di queste esplorazioni notturne che ha modo di conoscere da vicino Kokachin, comprendendo fin dal loro primo incontro che la ragazza nasconde qualcosa.
Nel mentre Jingim, sopravvissuto miracolosamente alla battaglia a Wuchang, fa ritorno alla capitale, dove viene duramente redarguito dal padre, quindi riceve l'ordine di recarsi a Karakorum, la vecchia capitale mongola, per conferire con lo zio Ariq e cercare di capire il motivo della sua assenza nel corso della battaglia contro i Song.
Marco viene incaricato di andare con lui, e nonostante le giustificazioni apparentemente oneste di Ariq, cui Jingim decide di dare fiducia convinto del potere del legame di sangue con Kublai, il giovane veneziano con il suo spirito d'osservazione intuisce tutt'altra verità, e cioè che Ariq sta probabilmente preparando una ribellione. Tornati a Khanbalik, manifesta i suoi pensieri al Khan, che si riveleranno corretti, ma che nel contempo gli attireranno l'astio del principe, umiliato pubblicamente dinnanzi a tutta la corte per la sua ingenuità.
Concluso tale obbligo Marco torna a al suo lavoro di esattore al servizio di Sanga, ma interpellato da Ahmed, il Ministro delle Finanze di etnia curda nonché figlio adottivo del Khan, è costretto a rivelare quello che in realtà aveva capito fin da subito, e cioè che Sanga è corrotto, e trattiene per sé parte dei beni raccolti nel suo lavoro: una colpa che gli costerà la vita.
Intanto, a Xiangxiang, con la morte dell'imperatore Du Zong, Jia Sidao inizia a mettere in moto il suo piano per esautorare l'imperatrice vedova del suo potere ed essere libero di dichiarare guerra al Khan; per questo, forza la mano alla sorella Mei Lin, costringendola ad uccidere alcuni soldati per poterla accusare di tradimento e obbligarla, dietro minaccia di fare del male alla figlia Ling (che a sua volta è una figlia illegittima del defunto imperatore) a recarsi come spia alla corte di Kublai.
Nello stesso momento il Khan, nel tentativo di evitare una guerra fratricida, organizza un incontro pacificatore con Ariq, ma questi si dimostra inamovibile nella sua volontà di ribellarsi e separare il proprio potere da quello del fratello, che accusa di essersi convertito ai costumi cinesi e di aver smarrito la via propria di un vero sovrano mongolo.
A quel punto Kublai, per riscattare il suo onore ed evitare nel contempo un inutile spargimento di sangue, sfida a duello il fratello, riuscendo a sconfiggerlo nonostante i suoi molti acciacchi (fra tutti, una forte gotta dettata dall'obesità) e vedendo in questo modo ristabilito il suo titolo di Khan di tutti i mongoli.
- Guest star: Amarsaikhan Baljinnyam (Ariq Böke), Tan Kheng Hua (Imperatrice vedova), Shu An Oon (Jing Fei), Lawrence Makoare (Za Bing), Mike Batayed, Thor Kah Hoong, Chloe Luthi, Tolepbergen Baysakalov, Seow Teng Leen, Brian Anthony Ho.

## Il banchetto
- Titolo originale: Feast
- Diretto da: Alik Sakharov
- Scritto da: Michael Chernuchin

### Trama
Con la morte di Ariq la centralità del Khanato attorno a Kublai è ripristinata; le sue terre vengono affidate a Kaidu, cugino del sovrano, ed il Khan è libero di riprendere in mano la questione a lungo sospesa del conflitto con la Dinastia Song.
Benché alcuni dei suoi generali, su tutti Ahmed, lo esortino ad intraprendere una nuova campagna militare, anche alla luce del fatto che Sidao abbia fatto spedire a Khanbalik le teste mozzate dei prigionieri mongoli catturati a Wuchang, Kublai su consiglio del viceré Yusuf decide di prendere tempo.
Intango Mei Lin raggiunge Khanbalik, dove grazie al suo talento di cortigiana riesce a farsi ammettere alla Casa dei Cinque Desideri come concubina personale del Khan, mentre a Xiangyang il fratello, per ribadire il suo ruolo di comando, affronta e sconfigge a duello il più forte guerriero dell'esercito Song, mettendo a tacere i pettegolezzi sul suo conto e guadagnandosi il rispetto dei generali cinesi.
Per mettere alla prova la fedeltà di Kaidu, Kublai decide di inviare Jingim come ambasciatore ad un banchetto nell'accampamento del cugino, incaricando Marco di andare con lui e fargli rapporto su quale sarà l'atteggiamento tenuto dai generali mongoli nei confronti del figlio.
Nel corso dei festeggiamenti il giovane mercante conosce Khutulun, la veemente e battagliera figlia di Kaidu, con la quale avrà un breve ma intenso rapporto sessuale, ma nello stesso tempo si renderà anche conto di quanto poco rispetto Kaidu e i suoi seguaci abbiano nei confronti di Jingim, reputandolo non solo eccessivamente cinese e molto poco mongolo ma anche, soprattutto, un pessimo comandante militare, come dimostrerebbe la rovinosa sconfitta di Wuchang.
Tornato a Khanbalik, e interpellato a tal proposito dal Khan, Marco cerca di bluffare, ma Kublai, che era già venuto a conoscenza della pessima accoglienza riservata a Jingim per bocca del suo stesso figlio, con cui aveva avuto un veemente colloquio durante la notte, scopre subito l'imbroglio, e perché non si venga mai a sapere come sia venuto meno alla più sacra delle leggi mongole (mai mentire al Khan) uccide a bastonate il servitore presente nella sala delle udienze.
Disgustato e infuriato, sia con il Khan che con sé stesso, a quel punto Marco decide di mettere in atto il suo piano di fuga, e mentre cavalca nella steppa si imbatte casualmente nell'albero dove Kokachin è solita nascondere alcuni dei suoi gioielli, che vengono successivamente rivenduti da uno stalliere suo complice ad un trafficante in un bordello. Incuriosito, prova ad aprire il contenitore segreto, ma subito spunta un serpente che lo morde.
- Guest star: Tan Kheng Hua (Imperatrice vedova), Claudia Kim (Khutulun), Lawrence Makoare (Za Bing), Shu An Oon (Jing Fei), Chloe Luthi, Patrick Teoh, Nicholas Bloodworth (Tulga), Woon Young Park (Nima), Sofi Jikan, Tara Lucia Prades (Xiu), Leiffenie Ang (Chang Yang), Olivia Tan, Hon Ping Tang, Sanzhar Madiyev.

## Il quarto passo
- Titolo originale: The Fourth Step
- Diretto da: Alik Sakharov
- Scritto da: Brett Conrad

### Trama
Bayan arriva in tempo per salvare la vita a Marco, ma al giovane viene requisita la spada come punizione per aver lasciato Khanbalik senza permesso. Poco dopo, il monaco lo informa che il padre e lo zio sono tornati in città, ma ancora una volta l'incontro tra i due è teso e privo di affetto, anche perché i pensieri di Marco indugiano ancora su Kokachin.
Tornato al bordello, riesce a farsi rivelare il luogo in cui si trova lo stalliere che contrabbanda le pietre preziose, ma viene improvvisamente arrestato dalla guardia imperiale prima di poterlo interrogare. Yusuf, infatti, ha scoperto che Niccolò e Matteo stanno segretamente contrabbandando il baco da seta, un reato punibile con la morte, e avendo trovato le prove proprio nella stanza di Marco ha fatto arrestare anche lui.
Il Khan però, intuendo che il giovane sia innocente, lo fa liberare, quindi lo esorta a scegliere lui stesso la punizione da riservare al padre e allo zio, così da potersi liberare dai dubbi e dal tormento che affliggono il suo rapporto con loro.
Nel frattempo, a Xiangyang, l'Imperatrice organizza un incontro segreto con il Khan per discutere un accordo di pace, e Kublai inaspettatamente accetta di parteciparvi, inviando come suoi delegati il figlio Jingim e il ministro Ahmed. L'incontro, nonostante le interferenze irrispettose di Ahmed, si conclude positivamente, e a Khanbalik vengono organizzati grandi festeggiamenti, ma Sidao, scoperto il piano, fa sterminare gli ambasciatori cinesi lungo la strada di ritorno, dando successivamente la colpa a Kublai; quindi, per punire la sovrana di aver cospirato alle sue spalle, sottopone Ling, cui l'imperatrice è molto affezionata, al doloroso rituale del restringimento dei piedi.
Terminati i festeggiamenti, Marco e Kublai hanno un nuovo incontro per discutere circa il destino di Niccolò e Matteo in cui il Khan delega la decisione a Marco.
- Guest star: Tan Kheng Hua (Imperatrice vedova), Lawrence Makoare (Za Bing), Corrado Invernizzi (Maffeo Polo), Shu An Oon (Jing Fei), Patrick Teoh, Nicholas Bloodworth (Tulga), Vanessa Vanderstraaten (Sorga), Chloe Luthi, Max Kellady, Fish Chaar, Sofi Jikan, Brendon Kuah, Leeroy Lo, Picasso Tan Yeow Kuan, Gordon Choy, Choy Yien Chow, Nick Ong, Muhd Zaki Zakwan, Louis Liu Liang, Vicky Luminiq, Webster Toh Yang, Zhuang Hai Ning, Ng Yip Heng, Nicholas Ng, Yong Phew Kheng.

## Gli Hashshashin
- Titolo originale: Hashshashin
- Diretto da: Daniel Minahan
- Scritto da: Patrick Macmanus

### Trama
Gli assassini penetrati nel palazzo vengono uccisi da Bayan e Byamba, uno dei figli illegittimi del Khan, ma Kublai rimane gravemente ferito, e i timori circa la sua sopravvivenza agitano la reggia.
Bayan non ha dubbi su chi siano gli aggressori: si tratta di Hashashin. Jingim, assunte momentaneamente le veci del padre, rifiuta di credere a tale ipotesi, dal momento che gli Hashashin sarebbero già stati sterminati diverso tempo prima da suo zio Hulagu Khan, ma Marco suggerisce che potrebbe effettivamente trattarsi di loro, e convince il principe ad inviarlo presso il villaggio di Khochkar, dove si dice che l'ordine sia solito ricevere le richieste di omicidio. Kokachin, venuta a sapere della missione, esorta Marco ad approfittare del viaggio lontano da Khanbalik per tentare la fuga, ma il suo appello rimane inascoltato, anche perché Marco è consapevole del fatto che la sorte del padre e dello zio dipende tanto dalla sopravvivenza del Khan quanto dall'esito di questo incarico.
Mentre Marco e Byamba sono in viaggio, a Khanbalik Ahmed cerca di convincere Jingim a sfruttare il tentato assassinio come pretesto per dichiarare guerra ai Song, anche in ragione del fatto che lo sterminio dell'ambasceria organizzata dall'imperatrice vedova ha ufficialmente mandato in fumo l'accordo di pace, ma il principe decide di prendere tempo.
Arrivati a Kochkar, Marco e Byamba riescono effettivamente ad entrare in contatto con gli Hashashin, dal quale apprendono che in realtà l'omicidio non è stato commissionato dai Song, ma da qualcuno, la cui identità è tuttavia ignota, che invece si trova molto vicino a Kublai: in altre parole, qualcuno dei suoi fedelissimi.
Tornati a Khanbalik, i due fanno rapporto ad un Khan nel frattempo ristabilitosi, il quale li esorta a mantenere il segreto circa la loro scoperta per evitare di allarmare il traditore.
Infine, come suggerito da Kublai, Marco decide la sorte del padre e dello zio ancora incarcerati, e di propria mano li marchia a fuoco come ladri.
- Guest star: Lawrence Makoare (Za Bing), Corrado Invernizzi (Maffeo Polo), Patrick Teoh, Darwin Shaw (Sabbah), Mano Maniam, Hanz Medina, Alex Koh, Jeremiah Isaac.

## La luna bianca
- Titolo originale: White Moon
- Diretto da: Daniel Minahan
- Scritto da: Dave Erickson

### Trama
Un breve flashback rivela che, in realtà, la vera principessa Kokachin si era suicidata il giorno in cui la sua tribù era stata sconfitta dall'esercito di Kublai, e che colei che ora si spaccia come tale è in realtà Nergui, una delle sue ancelle, sostituitasi a lei per poter sperare in una nuova vita.
Nel presente, a Khanbalik ci si prepara a festeggiare il Tsagaan Sar, il capodanno mongolo, e da tutto l'impero arrivano alla capitale i principali uomini di fiducia di Kublai, tra cui Khutulun. Marco, dopo aver detto addio al padre e allo zio, cacciati dall'impero e privati delle proprie insegne protettive, parla a Khokachin, convincendola a fidarsi di lui, mentre di contro Byamba, a causa della promessa di silenzio fatta al Khan, rifiuta di rivelare a Jingim quanto appreso riguardo all'attentato a Kublai.
Per cercare di dare un nome al mandante dell'omicidio, Marco e Byamba si recano dalla vedova di Sanga, dalla quale apprendono che l'esattore era stato effettivamente mandato a Khochkar, e Byamba trova anche le prove di un suo contatto con gli hashashin, ma la mente dietro all'intera faccenda continua a rimanere ignota.
I sospetti dei due a questo punto si concentrano sul ministro Ahmed e sul viceré Yusuf, ma entrambi, seppur provocati e stuzzicati, ostentano sicurezza, e data l'assenza di prove concrete viene deciso di prendere tempo, nella speranza che il mandante, avendo capito che il suo piano è fallito, tenti di colpire di nuovo.
Concluso il proprio dovere, e fatto rapporto al Khan, Marco incontra Tulga, lo stalliere amico, nonché segretamente fidanzato, di Kokachin, tentando senza successo di metterlo in guardia dal gioco pericoloso in cui lui e la sua compagna sono invischiati, mentre nel contempo Byamba confida a Khutulun la sua frustrazione circa il difficile rapporto sia con il padre che con il fratellastro Jingim.
Nel mentre, a Xiangyang, dove l'incoronazione del nuovo imperatore Gong Di è ormai imminente, l'imperatrice decide infine di liberarsi di Jia Sidao, esautorandolo dalla carica di Cancelliere per sostituirlo con l'erudito Fang Zhen, annunciando inoltre che quanto prima verranno fatti nuovi tentativi per raggiungere un accordo di pace con i mongoli.
Prima di venire esautorato, però, Jia Sidao invia una messaggera alla sorella ordinandole di uccidere la consorte di Kublai, l'Imperatrice Chabi, avvisandola inoltre che in caso di fallimento Ling sarà uccisa. Mei Lin, dapprima, tenta di servirsi del veleno, ma il suo tentativo finisce per uccidere involontariamente una concubina del khan; quindi la donna, ormai disperata, tenta di eseguire l'ordine nel bel mezzo dei festeggiamenti per il Tsagaan Sar, ma pur riuscendo ad uccidere un gran numero di soldati viene infine ferita gravemente dalla stessa Chabi.
- Guest star: Lawrence Makoare (Za Bing), Tan Kheng Hua (Imperatrice vedova), Esther Low, Shu An Oon (Jing Fei), Corrado Invernizzi (Maffeo Polo), Claudia Kim (Khutulun), Chloe Luthi, Nicholas Bloodworth (Tulga), Collin Chou, Margi Antonio, Jerrica Lai, Leiffenie Ang (Chang Yang).

## Il pennello sulla pergamena
- Titolo originale: The Scholar's Pen
- Diretto da: David Petrarca
- Scritto da: Michael Chernuchin

### Trama
Mei Lin, sopravvissuta al fallito attentato, viene condannata a morte, ma su pressione della stessa Imperatrice riesce a barattare la sua vita in cambio delle informazioni necessarie a penetrare nella città murata.
La donna viene quindi affidata ad Ahmed, che mostra di nutrire un interesse particolare per lei, mentre a Xiangyang Jing Fei, la cortigiana inviata da Jia Sidao, per salvare la vita a Ling riferisce al Cancelliere la falsa notizia secondo cui l'attentato sarebbe andato a buon fine, il che, unito ai problemi personali di Sidao in seno alla corte dei Song, fornisce a Kublai il tempo di organizzare la contromossa.
Bayan e Marco vengono quindi mandati in gran segreto a Xiangyang, con l'ordine rispettivamente di eliminare il cancelliere e di trovare un punto debole nelle difese della città in preparazione del successivo attacco mongolo destinato a spazzare via definitivamente l'ultima resistenza dei Song. Inoltre, come parte dell'accordo, i due dovranno recuperare anche Ling, che anche in relazione al suo essere una figlia illegittima del defunto imperatore verrà portata a Khanbalik per allontanarla dalla vendetta dello zio.
Mentre Marco e Bayan sono in missione Khutulun, che è stata promessa da suo padre in sposa all'uomo che sarà in grado di batterla, si lascia sconfiggere da Byamba, e nello stesso momento Chabi rivela a Kokachin di averla scelta come prossima sposa di suo figlio Jingim, il quale tuttavia mostra di essere sempre più geloso dell'ascendente che Marco sta acquistando giorno dopo giorno presso il Khan, sentimenti che vengono manifestati in più occasioni ad Ahmed.
Il giorno dell'incoronazione del nuovo imperatore, Marco e Bayan raggiungono Xiangyang, recuperando Ling, e mentre Marco scopre l'esistenza di un punto fragile nelle mura che proteggono la città Bayan si introduce nel palazzo imperiale, proprio nel momento in cui Sidao tenta a sua volta di assassinare il nuovo Cancelliere Fang Zhen; ne nasce uno scontro tutti contro tutti, al termine del quale tuttavia Sidao riesce ad uccidere il suo avversario, mentre Bayan è costretto a scappare per l'arrivo dei soldati.
Così, mentre i due compagni sono costretti a fare rientro a Khanbalik, Sidao si presenta coperto di sangue nella sala del trono, accusando i mongoli dell'omicidio di Fang Zhen e vedendo così ristabilito il suo ruolo di Cancelliere.
La guerra tra il Khan e i Song ha quindi inizio.
- Guest star: Tan Kheng Hua (Imperatrice vedova), Lawrence Makoare (Za Bing), Shu An Oon (Jing Fei), Vanessa Vanderstraaten (Sorga), Claudia Kim (Khutulun), Nicholas Bloodworth (Tulga), Collin Chou, Alex Koh, Chloe Luthi, Max Kellady, Raphael Yee, Jaime Teoh Jia Qi, Olzhas Togymbet, Mikael Teo, Bryant Low, Glenn Chow.

## La ricostruzione
- Titolo originale: Rendering
- Diretto da: John Maybury
- Scritto da: Brett Conrad

### Trama
Tulga cerca di convincere Kokachin a mettere in atto il loro proposito di fuggire insieme per farsi una vita, ma la ragazza, attratta dalla possibilità di diventare la moglie favorita del futuro erede al trono, rifiuta la sua offerta, e quando Tulga, sorpreso da Za Bing, uccide quest'ultimo durante una colluttazione, Kokachin a sua volta uccide senza pietà l'ex compagno, eliminando nel contempo l'unica persona a conoscenza della sua vera identità.
Nel frattempo, nel sud, Wuchang viene conquistata, e le armate del Khan dilagano sempre più nel territorio dei Song, fino ad arrivare non lontano da Xiangyang.
A questo punto Khublai, per dare una immagine di sovrano moderato e propenso al dialogo, invia Yusuf in ambasceria da Jia Sidao, che nel frattempo ha isolato politicamente l'imperatrice, per combinare un incontro diplomatico, una proposta che il Cancelliere stranamente accetta.
Nel mentre, nel campo dei mongoli, la situazione è piuttosto tesa, con Jingim che tenta inutilmente di convincere Byamba dell'inaffidabilità di Marco e lo stesso Byamba che, con la benedizione del padre e di Kaidu Khan, rende pubblico il proprio futuro matrimonio con Khutulun.
L'incontro, come era prevedibile, si conclude con un nulla di fatto, e a quel punto la parola passa nuovamente alle armi, con Marco che, forte delle informazioni procurate, suggerisce un rapido attacco approfittando delle carenze nei bastioni e Jingim che, invece, suggerisce un approccio più prudente.
Byamba cerca di avvisare Marco dell'astio che il suo ascendente su Kublai sta suscitando nel principe e in Ahmed, e quando Marco assiste con i suoi occhi alla reale portata della sadica determinazione del Khan a soggiogare i Song, arrivando a mutilare i prigionieri di guerra perché forniscano la carne necessaria a produrre il grasso per le frecce infuocate il giovane veneziano si risolve a fare ritorno a casa; tuttavia, un attimo prima di scappare, Marco trova nella sua tenda Kokachin, e al termine di una appassionata notte d'amore si rendono entrambi conto di non poter più tornare indietro dal sentiero che hanno scelto di seguire.
Il Khan, ancora una volta, sceglie di ascoltare l'opinione di Marco, e Xiangyang viene attaccata, ma quella che si pensava essere una facile via d'accesso si rivela invece una trappola mortale: il punto debole delle mura, infatti, era solo un'esca, oltre la quale l'esercito mongolo si ritrova bloccato in un vicolo cieco alla mercé degli arcieri nemici.
L'armata mongola, quasi decimata, è costretta a ritirarsi, e quello che è peggio Marco viene ritenuto responsabile dell'accaduto.
- Guest star: Tan Kheng Hua (Imperatrice vedova), Lawrence Makoare (Za Bing), Shu An Oon (Jing Fei), Claudia Kim (Khutulun), Patrick Teoh, Nicholas Bloodworth (Tulga), Vanessa Vanderstraaten (Sorga), Eden Ang, Chloe Luthi, Simon Ho.

## Prigionieri
- Titolo originale: Prisoners
- Diretto da: David Petrarca
- Scritto da: Patrick Macmanus

### Trama
La sconfitta disastrosa a Xiangyang mina fortemente l'equilibrio mentale del Khan, tanto che Jingim, in sua vece, organizza un processo farsa a carico di Marco, durante la quale il giovane veneziano viene accusato di tutti i crimini possibili, dall'aver cospirato con Sidao per favorire la disfatta all'essere una spia del Papa inviato a sgretolare le fondamenta dell'impero mongolo.
Marco, tuttavia, si difende stoicamente, ribadendo la sua fedeltà al khan, e arrivando anche a sfidare apertamente sia Jingim che lo stesso sovrano, mettendoli in guardia dalle conseguenze a cui andranno incontro sfidando un occidente che, se attaccato, farà fronte comune pur di riuscire a fermare l'orda mongolica.
La sentenza, come era prevedibile, è di morte, e a nulla valgono i tentativi di Bayan, Byamba e altri per cercare di convingere Kublai a cambiare idea.
Di contro la vittoria sui mongoli galvanizza Sidao, acclamato come salvatore della dinastia, il quale dopo avere eliminato l'imperatrice con una rudimentale pistola diventa in pratica il sovrano ombra dell'impero alle spalle dell'infante Gong Di, di cui diviene maestro e consigliere, iniziando a pianificare una rapida riconquista di tutta la Cina sfruttando il momento di debolezza di Kublai.
Marco, però, si rifiuta di morire additato come un traditore, e dietro consiglio di Bayan decide di provare la sua fedeltà al Khan donandogli lo strumento in grado di portarlo oltre le mura di Xiangyang: il trabucco. Ne parla con Yusuf, che in un primo momento non sembra dargli ascolto, ma che alla fine decide di dargli fiducia, e tenta ancora una volta di intercedere per lui presso Kublai.
Il khan però, per l'ennesima volta, rifiuta di dare ascolto alle parole del viceré, e così questi, per metterlo con le spalle al muro, arriva ad autoaccusarsi pubblicamente di tutti i crimini imputati a Marco, costringendo Kublai a dichiararlo colpevole e metterlo a morte al posto del veneziano, che viene quindi rilasciato.
- Guest star: Tan Kheng Hua (Imperatrice vedova), Claudia Kim (Khutulun), Patrick Teoh, Vanessa Vanderstraaten (Sorga), Chloe Luthi, Max Kellady, Ramli Hassan.

## Il celestiale e il primordiale
- Titolo originale: The Heavenly and Primal
- Diretto da: John Maybury
- Scritto da: John Fusco

### Trama
Con l'aiuto di alcuni progettisti arabi Marco inizia la pianificazione e costruzione dei trabucchi destinati ad abbattere le mura di Xiangyang, ma i primi esperimenti si rivelano alquanto deludenti, mettendo in forte dubbio l'effettiva capacità di queste macchine di poter abbattere le difese della città Song.
Di fronte all'apparente inefficienza delle macchine, e temendo una nuova carneficina, molti dignitari di Kublai tentano di dissuadere il khan dal lanciare un nuovo attacco, ma il sovrano rifiuta categoricamente di rinunciare ai suoi propositi, e anzi risponde alle rimostranze del cugino Kaidu esiliando lui e la tutta la sua tribù da Khanbalik, il che genera un certo attrito tra lui e Byamba, diviso tra la fedeltà al padre e l'amore per Khutulun.
Nel mentre Kokachin supera, seppure con la complicità di Chabi, il rituale della verginità in preparazione alle nozze, ma quella stessa notte tenta di convincere Marco a fuggire insieme lontano da Khanbalik; Marco però, consapevole di come il Viceré abbia sacrificato la sua vita per aiutarlo, rifiuta ancora una volta di scappare, anche se promette alla ragazza di portarla con sé lontano dalla Cina il giorno in cui deciderà a sua volta di tornare a casa.
Arriva quindi il momento di una nuova battaglia; in un primo momento sembra che i trabucchi siano inefficaci, ma al secondo tentativo piogge di pietre si abbattono sulle mura di Xiangyang, demolendole. Sidao tenta di arrestare l'avanzata mongola inviando tutte le sue truppe a difendere la breccia, e durante il combattimento ravvicinato il principe Jingim viene ferito gravemente da un colpo di schioppo, ma viene salvato dalla morte proprio da Marco, malgrado subito prima della battaglia avesse provato una volta di più il suo astio nei confronti del giovane veneziano.
Quando poi i mongoli riescono ad impadronirsi della breccia l'imperatore Gong Di viene portato al sicuro, mentre Sidao, consapevole di avere ormai perso, decide di restare indietro ad affrontare il suo destino. Marco, raggiunta la sala del trono, tenta di affrontarlo, venendo però facilmente sconfitto, ma un attimo prima che Sidao gli infligga il colpo di grazia il giovane viene salvato da Bayan, che invece ha la meglio, riuscendo infine ad uccidere il Cancelliere.
La battaglia ha quindi fine, e con la caduta di Xiangyang Kublai ha finalmente riunificato tutta la Cina sotto il suo dominio, portando a compimento il grande sogno dei suoi antenati.
Al termine del combattimento Jingim ha un breve confronto con Marco, scusandosi con lui per la propria condotta passata e riconoscendolo, da quel momento in poi, come un fratello, anche se la gioia di Marco sarà guastata sia dalla decisione di Byamba di abbandonare il khan per seguire Khutulun in esilio sia dall'apprendere, al rientro a Khanbalik, della partenza di Kokachin.
Nel mentre Mei Lin, durante un tentativo fallito di fuga, vede, dipinta su di una parete, la vera misura dell'ambizione di Ahmed.
- Guest star: Claudia Kim (Khutulun), Patrick Teoh, Max Kellady, Thor Kah Hoong, Ramli Hassan, Lim Teik Leong, Megat Sharizal, Debbie Lee Lodge, Kitty See, Zhandos Aybassov.

### One Hundred Eyes
- Titolo originale: One Hundred Eyes
- Diretto da: Alik Sakharov
- Scritto da: John Fusco

#### Trama
L'episodio narra la storia di Li Jinbao, dalla sua cattura da parte di Kublai Khan al suo assoggettamento alla volontà dell'imperatore.
- Guest star: Sam Jellie (Principe Jingim da bambino), Masayoshi Haneda (Figlio di Subutai), Alfred Loh, Shane Rangi, Marcus Mok.